# 夢幻終章
《夢幻終章》是一款由坂口博信的雾行者工作室製作并由任天堂在Wii平台上推出的角色扮演遊戲。

## 故事背景
遊戲以位於大陸海路出口的琉璃島（Ruli Island）為舞台，敘述玩家扮演的青年傭兵男主角艾露撒（Elsa）與氣質高貴的神秘女主角迦南（Canaan）命運相遇後展開的冒險。

### 琉璃島 ()
遊戲的主要場景合，帝國的要塞，領主是アルガナン伯爵家。

## 主要角色
- 艾露撒 CV:宮野真守

性別：男
本作的男主角，童年時父母被殺，遇上クォーク後成為傭兵，以成為騎士為目標一直跟クォーク到處戰鬥。跟隨傭兵團來到琉璃島(ルリ島)，在掃蕩魔物任務中得到了神秘的力量。
- 迦南() CV:折笠富美子

性別：女
本作的女主角，アルガナン家的前當家獨生女，父母死後在叔父的監視下過著軟禁般的生活。
- () CV:石塚運昇

性別：男
傭兵團團長，艾露撒（エルザ）視為親大哥的人。
- () CV:豊口めぐみ

性別：女
傭兵團團員，二刀流劍士，非常好飲酒。後來與ジャッカル在一起
- () CV:下野紘

性別：男
傭兵團團員，成員中要年少成員。操縱火炎的魔法師，右眼帶了眼罩，但卻不是失明...似乎是封印右眼的力量
- () CV:藤原啓治

性別：男
傭兵團團員，操縱冰的魔法師，好女色，經常跟セイレン吵架。後來與セイレン在一起
- () CV﹕能登麻美子

性別：女
傭兵團團員，施回復魔法的魔法師。擁有超越人類極限的恐怖食欲。

### 其他角色
- アルガナン伯爵 配音員﹕石井康嗣

性別：男
前任アルガナン伯爵的弟弟，在兄長死後繼任。野心非常大的人，希望能當上皇帝。
- トリスタ将軍 配音員﹕立木文彦

性別：男
前帝國軍最高司令，為了調查大地荒廢的原因來到島上。
- ザングルグ 配音員﹕中田譲治

性別：男
グルグ族的王。
- タシャ 配音員﹕高橋広樹

性別：男
トリスタ将軍的徒弟。
- ジル 配音員﹕石田彰

性別：男
帝國地位非常高的貴族子弟，アルガナン伯爵為了壯大自己實力而把女主角嫁給ジル。

## 外部連結
- 官方网站
  - 欧州版
  - 北米版 （页面存档备份，存于）
- 社長が訊く 『ラストストーリー』 （页面存档备份，存于）
- ドッグイヤー・レコーズ（サウンドトラック制作）特設サイト （页面存档备份，存于）